# Дороговка
Дороговка (каз. Дороговка) — село в Зерендинском районе Акмолинской области Казахстана. Входит в состав Сельского округа Малика Габдуллина. Код КАТО — 115655200.

## География
Село расположено юге района, в 29 км на вотоск от центра района села Зеренда, в 8 км на юго-вотоск от центра сельского округа села Малика Габдуллина. 
Возле села расположено озеро Малое Тюктинское.

### Улицы[2]
- ул. Береке,
- ул. Енбек,
- ул. Жасыл.

### Ближайшие населённые пункты
- аул Малые Тюкты в 2 км на западе,
- село Малика Габдуллина в 8 км на северо-западе,
- село Карауыл Конай-бия в 9 км на севере,
- село Обалы в 10 км на юге.

## Население
В 1989 году население села составляло 326 человек (из них русских 40%, казахов 24%).
В 1999 году население села составляло 232 человека (110 мужчин и 122 женщины). По данным переписи 2009 года, в селе проживали 173 человека (88 мужчин и 85 женщин).
| Численность населения | Численность населения | Численность населения |
| 1989                  | 1999                  | 2009                  |
| --------------------- | --------------------- | --------------------- |
| 326                   | ↘232                  | ↘173                  |